# Gyurme Namgyal
Gyurme Namgyal (tibétain : གྱུར་མེད་རྣམ་རྒྱལ, Wylie : gyur med rnam rgyal), également connu sous le nom mongol de Dalai Batur (signifiant : héros océan) ou de Gyourme Yeshe Tsetsen, né au XVIIIe siècle et originaire de Gyangzê, mort à Lhassa le 11 novembre 1750, est un régent du Tibet et Roi du comté du Tibet (zh) (西藏郡王) de 1747 à 1750, sous le contrôle de la dynastie Qing. Il remplace à ce titre, son père, Polhané Sönam Topgyé.
Les ambans Fuqing (zh) (傅清) et Labudun (拉布敦) ont convoqué et tué Gyurme Namgyal en 1750. 